# Zâna apelor
Zâna apelor (la aceea vreme grafiat Zîna apelor, titlul original: în cehă Malá mořská víla, în română Mica sirenă) este un film dramatic de dragoste cehoslovac, realizat în 1976 de regizorul Karel Kachyňa, după basmul Mica sirenă (1837) de Hans Christian Andersen, protagoniști fiind actorii Miroslava Šafránková, Radovan Lukavský, Petr Svojtka și Libuše Šafránková.
Această versiune cehoslovacă a Micii Sirene nu trebuie confundată cu adaptarea cinematografică rusă intitulată Mica sirenă (Русалочка / Rusalocika) a regizorului Vladimir Bîcikov, care a fost realizată tot în 1976.

## Rezumat
Două fiice ale Regelui Mărilor se joacă în adâncurile mării, mica sirenă și sora ei mai mare. Regele Mărilor tocmai a scufundat o navă ca un cadou de ziua fiicei sale mai mari. Curioasa mică sirenă este invidioasă pe sora ei mai mare, căreia i se permite acum să iasă la suprafață și să vadă ființele umane și lumea exterioară. Mica sirenă trebuie să aștepte încă un an înainte să i se permită să facă același lucru. Un an mai târziu, mica sirenă se pregătește de ziua ei, cântând o melodie pe care a auzit-o de la o vrăjitoare. 
Prințul pământesc al Regatului de Sud aude melodia melancolică în timp ce se afla la bordul navei sale, care de asemenea a fost aleasă pentru a fi scufundată drept cadou fiicei celei mai mici a Regelui Mărilor.
Dar mica sirenă se îndrăgostește de prinț și îl salvează. Ea îi poartă trupul inconștient la țărm și îi dă un sărut de rămas bun. Ea este apoi forțată să se ascundă când vine o prințesă extraterestră care apoi se aplecă asupra prințului exact când își deschide ochii, astfel încât prințul crede că ea este salvatorul lui. Mica sirenă nu-l poate uita pe prinț. Tatăl ei o avertizează, spunând că prințul are gânduri doar pentru cealaltă prințesă, dar mica sirenă decide să se transforme într-o ființă umană, chiar și cu prețul pierderii vocii. De asemenea, este de acord să îndure durerea la fiecare pas pe care îl face. 
Prințul pământesc trebuie să se căsătorească cu o fată care are avere, pentru că țara lui a suferit o catastrofă după alta. Într-o zi o găsește pe țărmul oceanului pe micuța sirenă, devenită acum o fată tânără. O duce la castelul lui și petrec multe ore plăcute împreună, deși fata este cam neștiutoare. Sfetnicii îl imploră totuși pe prinț să se căsătorească și îl obligă să plece să curteze o prințesă dintr-un alt regat. Spre surprinderea lui, prințul află că prințesa străină este fata despre care crede că i-a venit odată în ajutor. Prințul se căsătorește cu ea și cuplul este fericit. Numai inima micii sirene i se rupe de suferință. În plus, ea se poate întoarce acum doar pe fundul oceanului ca spuma mării. Singura ei speranță este să-l omoare pe prinț, dar sirena nu se poate decide să facă asta. Îl sărută pe prinț pentru ultima oară și dispare în apă. Cântecul ei se aude în depărtare. Căutarea prințului pentru cântăreața misterioasă nu are niciun rezultat. Corabia care este pe cale să se ciocnească de o stâncă, este învăluită brusc într-un pat de flori care o oprește chiar înainte să poată lovi de stâncă.

## Distribuție
- Miroslava Šafránková – Mica Sirenă
- Radovan Lukavský – rege al tuturor mărilor, tată a șase prințese
- Petr Svojtka – prinț al Imperiului de Sud
- Marie Rosůlková – bunica
- Milena Dvorská – vrăjitoarea
- Libuše Šafránková – prințesa unui regat vecin
- Jiří Ornest – aghiotantul prințului
- Dagmar Patrasová – prima soră a Micii Sirene
- Jiřina Krejčíková – regina mării Albastre, a patra soră
- Alexej Okuněv – regele mării de gheață
- Jaroslava Schallerová – Regina mării de Gheață, a treia soră
- Milan Hein – regele mării Galbene
- Jana Švandová – regina mării Galbene, a cincea soră
- Jan Vágner – prințul Mării Soarelui Apus, mirele Micii Sirene
- Jiří Světlík – regele mării Negre
- Andrea Čunderlíková – regina mării Negre, a doua soră
- Petr Skarke – regele mării Albastre
- Petr Svoboda – prințul mării de Sargase, mirele primei surori
- Šizuka Išikava – prințesa orientală
- Dana Kubálková – prințesa europeană
- Venuše Samešová – prințesa neagră
- Milena Steinmasslová – prințesa hispanică
- Jaroslav Heyduk – maestru de ceremonii al unui imperiu vecin
- Vladimír Pospíšil – căpitan de corabie
- Jindřich Narenta – sfetnicul
- Hana Talpová – regina, mama prințului
- Josef Vondráček – bătrânul pescar
- Karel Anderle – un spadasin
- Pavel Vlasák – un spadasin
- Jiří Flíček – oaspete pe corabia de aur
- Jan Pohan – regele unui regat vecin
- Inka Čekanová – regina unui regat vecin
- Pavel Šmok – dirijorul
- Bert Schneider – maestru de ceremonii subacvatic
- Karel Engel – un marinar experimentat
- Zdeněk Srstka – un marinar
- Ivana Maříková – o fetiță
- Marta Richterová – doamnă de curte la mama prințului
- Vladimír Fürst – ospătar-nobil
- Klára Frydrychová – fiica regelui mării Albastre